# Посетљивост
Посетљивост, приступачност или дизајн „старење на месту“  нова је врста пројектовања објеката за становање  и боравак  особа са инвалидитетом која са лакоћом  могу да приступе инвалидским колицима или другим покретним уређајима. Друштвена приступачност инвалида захтева могућност уласка у кућу, пролазак кроз унутрашња врата и улазак у купатило и могућност коришћења  тоалета. Посетљивост наглашава специфичне карактеристике приступачности гледано из перспективе друштвених реформи које се супротстављају друштвеној изолацији особа са ограниченом покретљивошћу (старијих особа или особа са физичким инвалидитетом). 

## Историја
У Сједињеним Америчким Државама, покрет за посетљивост покренула је група грађана на челу са Елеонор Смит у организацији која се зове Concrete Change, која је  осмислила и развила концепт 1986. године, у то време користећи термин Basic Home Access. Године 1990, када су амерички заговорници сазнали да се у Уједињеном Краљевству (УК) за сличан концепт користи термин „посетњивост“ , усвојили су тај термин да би нагласили да циљ није традиционални став „више домова за особе са инвалидитетом“, већ пре став за промену стандардне процедуре изградње куће.
Habitat for Humanity  у Атланти постало је прва организација која се посветила превазилажењу проблема приступачности у домовима са члановима породице са инвалидитетом. Укључујући ове основне функције приступа у сваки изграђени дом, њихова посвећеност доприноси  иинклузивном окружењу за особе са инвалидитетом. Временом организација Concrete Change наставља да расте по броју учесника и броју отворених кућа изграђених са основним карактеристикама постљивости..
Када се Елеонор Смит  пензионисала 2017.  у  организацији Concrete Change  Национални савет за самостални живот пристао је да преузме и задржи све њене податке са веб странице Concrete Change  на нову веб страницу,  www.visitability.org.
Велика Британија је применила најраширенију правну примену концепта посетљивости до сада. Парламент је 1999. године усвојио "одељак М", амандман на прописе о стамбеним зградама који захтевају основни приступ у свим новим домовима. 
Заговорници сматрају да је филозофска основа посетљивости подједнако важна као и листа карактеристика. Они сматрају да је градња кућа са степеницама на свим улазима и уским унутрашњим вратима неприхватљиво кршење људских права, с обзиром на тешке последице које баријере имају на животе толиког броја људи, због :
- стварања физички небезбедних услова живота,
- социјалне изолације,
- присилне институционализације.

## Опште информације
Новоизграђене куће често као и старији објекти садрже исте велике баријере: степенице на сваком улазу и уска унутрашња врата, при чему су врата купатила обично најужа у кући. Присталице посетљивост желе да промене праксу изградње објекта тако да практично сви нови домови, без обзира да ли су намењени за особе са инвалидитетом или не, нуде три специфичне карактеристике приступачности које ће омогућити већини људи да их посете:
- најмање један улаз са нултим приступом (без степеница) на правцу који води са прилаза или јавног тротоара,
- да су сва унутрашња врата довољно широка да  се кроз њих може проћи инвалидским колицима (приближно широка 81 цм ),
- најмање један тоалет на главном спрату, са шипкама за хватање у тушу/кади и близу тоалета
- термостат и светло које су укључује на висини између 15 и 48 инча од пода.

Ове карактеристике су дизајниране за потребе особе која користи инвалидска колица током посете, али су такође од помоћи о особама са другим врстама оштећења кретања. Привремени инвалидитет може створити потребу за оваквим карактеристикама; на пример, када укућанин може сломити ногу и требају му инвалидска колица, ходалица или други уређај за кретање на дужи период.
Ткође објекте који немају наведене карактеристике не могу да посећују особа са инвалидитетом па њихове власнике не посећују пријатељи и шире породице, јер обично одбијање позив за посету или се такве особе не позивају уопште.  
Ове карактеристике објекта такође  омогућава новим особама са инвалидитетом да нормално живе у таквим домовима од првог дана усељења, уместо да их терају да раде скупе реновације, преселе се у другу кућу, живе у неприступачном дому који угрожава њихово здравље и безбедност или се преселе у старачки дом .

## Нека питања изградње
Улазе са нултим кораком у нове домове је скоро увек лако изградити, било да је терен раван или брдовит. Улаз се може конструисати на предњој, бочној или задњој страни, где год је за топографију најизводљивије. Прилаз или тротоар могу бити место за приступ најбољем улазу. Тремови и терасе се могу користити за уградњу приступа, често на начин који није тако очигледан као многе рампе. Кључ приступачности је укључивање приступа у фази планирања.
На новој конструкцији, улаз са нултим степеном се обично може уградити без очигледне „рампе“ саме по себи, или без конструкције која има падове од 90° на ивицама и шине са стране. У већини случајева, нивелисање и уређење могу учинити рампу непотребном. Намерно нивелисање да би се омогућило да се тротоар сусретне са тремом без степеника ствара приступ са невидљивом модификацијом.
За 40% домова изграђених са темељом од плочастих плоча , улазак без корака је обично изузетно лак. Методе за куће су практично идентичне онима које се користе за комерцијалне зграде изграђене од плоча као што су банке и ресторани. За куће са подрумима или просторима за пузање , неколико решења може да обезбеди јефтине, атрактивне улазе без корака. Међу њима су коришћење трема као моста до тротоара; спуштање ободне греде првог спрата у зарез у зиду темеља у време изградње; кратка, конвенционална рампа везана за бочну или задњу палубу или трем; креативно коришћење малог потпорног зида ; и изградња улаза са нултом степеницом из гараже.
Правилно постављање куће на парцели је први корак. Затим оцењивање и уређење са приступом чини стварање улаза без корака прилично лаким.

### Предности
Становници заједнице могу да дочекују госте који користе инвалидска колица, штаке, штапове или ходалице (оквири за ходање), или који имају нека друга сметња у кретању као што су укоченост, слабост или лоша равнотежа. Када је посећеност успостављена, људи са ограниченом мобилношћу нису друштвено изоловани архитектуром.
Члан породице може добити инвалидитет због болести, несреће или старења. Већа је вероватноћа да ће та особа и њена породица моћи да остану у свом постојећем дому. Алтернативе могу бити драстичне:
- Велико, скупо реновирање;
- Продајте свој дом да бисте купили другу кућу, којој ће можда бити потребне модификације ради приступачности;
- Изградите нови дом
- Иселите тог члана породице у старачки дом.

Свим становницима је лакше да унесу колица за бебе, колица за намирнице или тежак намештај.
Куће за посете повећавају продају и препродају у ери у којој и број и проценат старијих људи брзо расту. Купце без инвалидитета привлаче добро дизајнирани домови у којима су добродошли њихови остарели рођаци и пријатељи и који себи пружају погодност за лаку употребу.
Привремени инвалидитет (прелом ноге, операција итд.), може захтевати употребу инвалидских колица или другог уређаја за кретање током периода опоравка/рехабилитације. Ово може бити велики проблем у већини постојећих домова којима недостају основне карактеристике приступачности, у неким случајевима присиљавајући особу да напусти свој дом током периода опоравка.
Карактеристике посетљивости коштају мало више унапред - за разлику од много већих накнадних трошкова проширења врата, додавања рампи или електричних лифтова на тремовима и других радова.
Поред људских права, заговорници наводе и економске импликације посетљиости. Истраживање Националне асоцијације градитеља кућа показује да су до 2010. године половину свих америчких домова користиле особе старије од 55 година.  Просечни трошкови старачког дома премашују 60.000 долара годишње по становнику,  док се скоро 70% трошкова старачких домова плаћа јавним средствима.  Остати ван институција што је дуже могуће је снажна жеља већине људи, а такође је финансијски корисна за појединце, породице и друштво.

### Недостаци
Усвајање широког спектра новоизграђених станова по принципу посетњивости могло би довести до стварања окружења које се сматра стерилним и одвојених од регионалних и традиционалних обкета који су до сада примењибвани у пракси. Ово се лако може превазићи уграђивањем карактеристика посетљивости у традиционалне дизајне, а не покушавајући да то буде дизајн резања колачића.